# 岡田美子
岡田 美子（おかだ よしこ、1902年（明治35年）6月20日 - 1966年（昭和41年）4月18日）は小説家・劇作家｡ 国府町（現・鳥取市）に嫁いだ後、岸田國士に師事するなどしながら、戯曲や小説を発表した。

## 略歴
鳥取県西伯郡御来屋村（現在の大山町）に生まれる。1919年（大正8年）、姉清子が医師岡田道壽と結婚する。1922年（大正11年）、鳥取県立米子高等女子高卒業。庄内小学校の代用教員となる。姉、清子が死去。1923年（大正12年）、教員を退職する。義兄岡田道壽と結婚する。1929年（昭和4年）、姪の伊良子不二子が睡眠薬で自殺する。1932年（昭和7年）、私淑していた岸田國士の元に上京し、師事する。1937年（昭和12年）、鳥取の文芸誌「無名の作家」の同人となる。1941年（昭和16年）、『山陰文化』に「谷間」を発表。1952年（昭和27年）、小谷治子、鷲見まさ子らと女流文芸誌「女人文芸」を創刊する。1957年（昭和32年）、夫道壽が75歳で死去。1966年（昭和41年）2月18日、心不全発作で脳血栓を生じる。4月18日、鳥取県立中央病院で死去。4月20日、国府町文化協会葬として葬儀が行われる。1996年（平成8年）9月10日、鳥取女流ペンクラブが、尾崎翠、田中古代子、岡田美子の生誕百年記念文学レリーフを鳥取県立図書館に寄贈する。代表作は「谷間」、「家風の中の女」。

## 作品
- 「あの娘、この娘」（1929（昭和4年）脱稿）
- 「夏まつり」（1935（昭和10年）俳句雑誌「野火」）
- 「猫」（1937（昭和12年）3月「無名作家」（鳥取の文芸誌））随筆
- 「甚太郎一家」（1937（昭和12年）8月「無名作家」（鳥取の文芸誌））創作
- 「銭を捨てた話」（1938（昭和13年）1月「無名作家」（鳥取の文芸誌））創作
- 「生命の灯」（1938（昭和13年）3月「無名作家」（鳥取の文芸誌））創作
- 「お祷の宿」（1939（昭和14年）1月「山陰文化」）創作
- 「元旦」（1939（昭和14年）2月「山陰文化」）創作
- 「いたつき」（1939（昭和14年）7・8月「山陰文化」）創作
- 「常客」（1939（昭和14年）9月「山陰文化」）創作
- 「旱天日記」（1939（昭和14年）11月「山陰文化」）創作
- 「嫁さがし」（1940（昭和15年）1月「山陰文化」）創作
- 「冬」（1940（昭和15年）2月「山陰文化」）創作
- 「若草」（1940（昭和15年）3月「山陰文化」）創作
- 「親ら」（1940（昭和15年）6月「山陰文化」）創作
- 「夢」（1940（昭和15年）9月「山陰文化」）創作
- 「颱風」（1940（昭和15年）11月「山陰文化」）創作
- 「谷間」（1941（昭和16年）5月「山陰文化」）創作
- 「馬鈴薯の花」（1941（昭和16年）7月「山陰文化」）創作
- 「村医住宅」（1942（昭和17年）1月～1943（昭和18年）3月「因伯文化」）創作
- 「百姓道徳」（1942（昭和17年）11月「因伯文化」）創作
- 創作集「生命の灯」（1943（昭和18年）7月、昭和刊行会）
- 「バス乗場にて」（1943（昭和18年）2月「因伯文化」）創作
- 「「生命の灯」出版にあたりて」（1943（昭和18年）8月「因伯文化」）創作
- 「鍬」（1946（昭和21年）8月「山陰」）創作
- 「米」（1947（昭和22年）「解放」2号）創作
- 「ほうねん柿」（1947（昭和22年）11月「山びこ」）童話
- 「黄すずめ」（1948（昭和23年）9月「山びこ」）童話
- 「金の鳥」（1948（昭和23年）10月「山陰」）創作
- 「伸びる頃」（1949（昭和24年）9月「山陰」）創作
- 「土の女」（1950（昭和25年）6月2日～27日「日本海新聞」）連載
- 「晴着」（1951（昭和26年）1月「山陰」）創作
- 「棺桶といも」（1952（昭和27年）2月「女人文芸」）創作
- 「文芸生活」（1952（昭和27年）9月「女人文芸」）創作
- 「米」（1953（昭和28年）6月「女人文芸」）創作
- 「広津和郎先生を囲んで文学あれこれを語る」（1953（昭和28年）「女人文芸」）座談会（広津和郎、中原績、小谷治子、鷲見まさ子）
- 「因幡山」（1954（昭和29年）11月「女人文芸」）ラジオドラマ
- 「因幡山」（1955（昭和30年）8月「山陰」）ラジオドラマ